# Progetto Traduzione Talmud babilonese
Il Progetto Traduzione Talmud babilonese è un progetto di traduzione, ricerca e formazione che ha come obiettivo la traduzione commentata, con testo a fronte in lingua originale (ebraica e aramaica) del Talmud babilonese in lingua italiana, mediante l’utilizzo di un software che lavora su una piattaforma online.

## La storia
Il progetto ha avuto inizio il 21 gennaio 2011, con la firma di un protocollo di intesa tra la Presidenza del Consiglio dei ministri, MIUR (Ministero dell’istruzione dell'università e della ricerca), il Progetto Traduzione Talmud babilonese, CNR (Consiglio nazionale delle ricerche) e UCEI - CRI (Unione delle comunità ebraiche italiane – Collegio rabbinico italiano).
Alla guida del progetto vi sono il rabbino capo della Comunità ebraica di Roma, Riccardo Shemuel Di Segni, nella figura del presidente e la professoressa Clelia Piperno, direttrice.

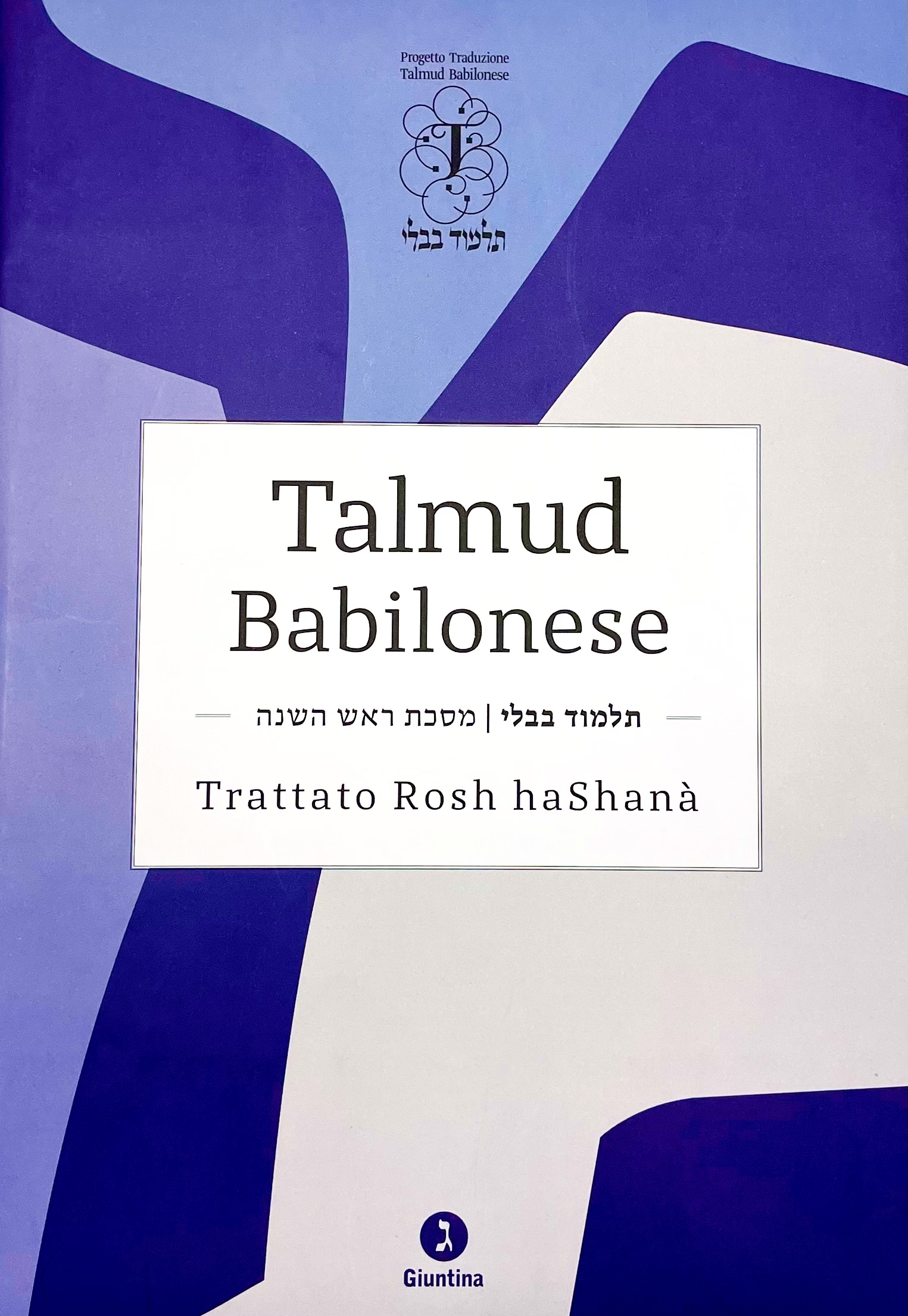
Primo volume tradotto dal Progetto, Rosh haShanà

Il 5 Aprile 2016 è stato consegnato al Presidente della Repubblica Italiana, Sergio Mattarella, in una cerimonia svoltasi presso l'Accademia dei Lincei di Roma, il primo volume, il trattato di Rosh haShanà (Capodanno), e nel giugno dello stesso anno è stato donato anche al Presidente dello Stato di Israele, Reuven Rivlin.
Nel prosieguo del progetto è stato tradotto il secondo trattato, Berakhòt (Benedizioni), il quale è stato presentato ufficialmente il 6 Dicembre 2017 presso Palazzo Brancaccio.
Dal 3 al 6 Settembre 2018, il Progetto Traduzione Talmud Babilonese ha partecipato al Workshop Tel Aviv - DLD2K18.
Il 4 Ottobre 2018 vengono consegnati al Presidente della Repubblica Italiana Sergio Mattarella i trattati Berakhòt e Ta’anìt del Talmud Babilonese.
Qualche settimana dopo, il 31 Ottobre 2018, viene annunciata l’uscita del terzo trattato tradotto in italiano del Talmud Babilonese, Ta’anìt (Digiuno).
Il 28 Ottobre 2018 il Progetto Talmud approda alla 73°Assemblea Generale delle Nazioni Unite come “best practice" nell'uso di nuove tecnologie a sostegno del dialogo interculturale e interreligioso. La prima traduzione dall'aramaico all'italiano del testo fondamentale della religione ebraica è stato presentato nel corso di un evento organizzato da Italia, Israele e Albania, con la partecipazione della vice-direttrice dell'Unesco Stefania Giannini e del rabbino Arthur Schneier della Sinagoga Park East di New York.
Il 17 e 18 Dicembre 2018 a Mosca vi è stata la Conferenza di presentazione del software di traduzione “Traduco” presso le due prestigiose università russe MEPHI - Moscow Engineering Physics Institute e Lomonosov - Moscow State University.
Il 5 Novembre 2019, il quarto trattato tradotto in italiano, Qiddushìn, è stato presentato presso la Venice International University, Isola di San Servolo, Venezia e successivamente anche nelle città di Palermo, Matera e Firenze.
```
Il 6 Novembre 2019 l'ultimo trattato tradotto in italiano del Talmud Babilonese 
Qiddushìn
 è stato donato al 
Presidente del Consiglio
 
Giuseppe Conte
, presso la Biblioteca Chigiana di 
Palazzo Chigi
, da parte del Presidente del Progetto di Traduzione Talmud Babilonese, il Rabbino capo di Roma, 
Riccardo Di Segni
, e il Direttore del Progetto, Clelia Piperno. Presenti all'incontro anche il Presidente del 
CNR
, 
Massimo Inguscio
, il Presidente 
UCEI
, Noemi Di Segni, e una rappresentanza dello staff.
```

Il 16 Settembre 2020 il Presidente del Progetto Traduzione Talmud babilonese,  Rav Riccardo Di Segni e il Direttore, Professoressa Clelia Piperno, hanno donato al Ministro dell’Università e della Ricerca, Professor Gaetano Manfredi il nuovo trattato del Talmud Babilonese in Italiano appena concluso e edito, “Chaghigà".
Il 3 Febbraio 2021, durante un incontro al Quirinale sono stati donati dal Presidente del Progetto Traduzione Talmud Babilonese, Rav Riccardo Di Segni e dal Direttore del Progetto, Prof.ssa Clelia Piperno, i nuovi trattati del Talmud Babilonese in italiano di recente pubblicazione, Qiddushìn e Chaghigà, al Presidente della Repubblica Italiana, Sergio Mattarella.
Il 21 Ottobre 2021 il primo volume pubblicato Rosh hasHanà è stato donato ad una delle più autorevoli voci morali del nostro tempo, il filosofo, giornalista e scrittore Bernard- Henri Levì.
Negli ultimi mesi del 2021, il Progetto di Traduzione Talmud Babilonese ha organizzato un ciclo di incontri nelle città di Genova, Ancona, Ferrara e Trieste per presentare le attività del progetto e la piattaforma digitale Yeshivà.
Il 21 Dicembre 2021 è stato organizzato l'evento "Viaggio tra passato e presente: il Progetto Talmud come laboratorio di cultura digitale" per presentare l'ultimo trattato tradotto in italiano, Betzà dedicato allo "Yom Tov" (lett. “ Giorno buono” nel senso di “Giorno Festivo”), organizzato con l'Istituto di Linguistica Computazionale del CNR di Pisa e la casa editrice "Giuntina".